# Thomas Coulter
Thomas Coulter, född 21 april 1911, död 17 december 2003, var en friidrottare från Kanada. Han deltog vid olympiska sommarspelen 1932.